# Hôpital Sainte-Croix (Drummondville)
 (mai 2025).
Si vous disposez d'ouvrages ou d'articles de référence ou si vous connaissez des sites web de qualité traitant du thème abordé ici, merci de compléter l'article en donnant les références utiles à sa vérifiabilité et en les liant à la section « Notes et références ».
Pour les articles homonymes, voir Sainte-Croix.
L'Hôpital Sainte-Croix est un centre hospitalier fondé en 1910 dans la ville de Drummondville et tenu par les Sœurs de la Charité, il héberge des personnes âgées, des orphelins, des malades et des pauvres.

## Histoire
La fondation de l'Hôpital Sainte-Croix eu lieu en 1910 a la demande du premier évêque du Diocèse de Nicolet, Monseigneur Elphège Gravel (1838-1904). L’hôpital était situé dans l'ancien bâtiment d'un hôtel, puis déménagé dans l'ancien couvent des Sœurs de la Présentation ou un orphelinat est ajouté en 1919.
En 1927, un nouveau bâtiment est construit dédié aux malades, soit l'hôpital Sainte-Croix, agrandi en 1943. L'institution emménage dans un nouveau bâtiment en 1949 qui est encore utilisé et a subi divers agrandissements depuis.

## École d’infirmières
Une école d infirmières est incluse à l’intérieur de l’hôpital de 1948 à 1958. Ensuite un bâtiment est construit adjacent à l’hôpital et un tunnel relie les 2 bâtiments. En 1967, après 17 ans  d'existence, un total de 359 infirmières furent graduées.